# Walenty Foryś
Walenty Foryś (ur. 14 lutego 1881 w Zabierzowie, zm. 3 lipca 1950 w Warszawie) – polski działacz sportowy, prezes Polskiego Związku Lekkiej Atletyki.

## Życiorys
W latach 1926–1932 był prezesem Warszawskiego Okręgowego Związku Lekkiej Atletyki, w latach 1932–1936 pełnił funkcję sekretarza generalnego Polskiego Komitetu Olimpijskiego. Był także sekretarzem Związku Polskich Związków Sportowych. Został pierwszym prezesem Polskiego Związku Lekkiej Atletyki po II wojnie światowej (1945–1949). Przez wiele był sędzią lekkoatletycznym.
W okresie międzywojennym pracował m.in. w Ministerstwie Poczt i Telegrafów (jako starszy referent) i Banku Polskim. W czasie II wojny światowej przebywał internowany w Rumunii.
Mąż Heleny z Kazimierowskich, ojciec Czesława Forysia, długoletniego prezesa PZLA po 1946 r. oraz Tadeusza Antoniego Forysia, piłkarza i trenera reprezentacji.

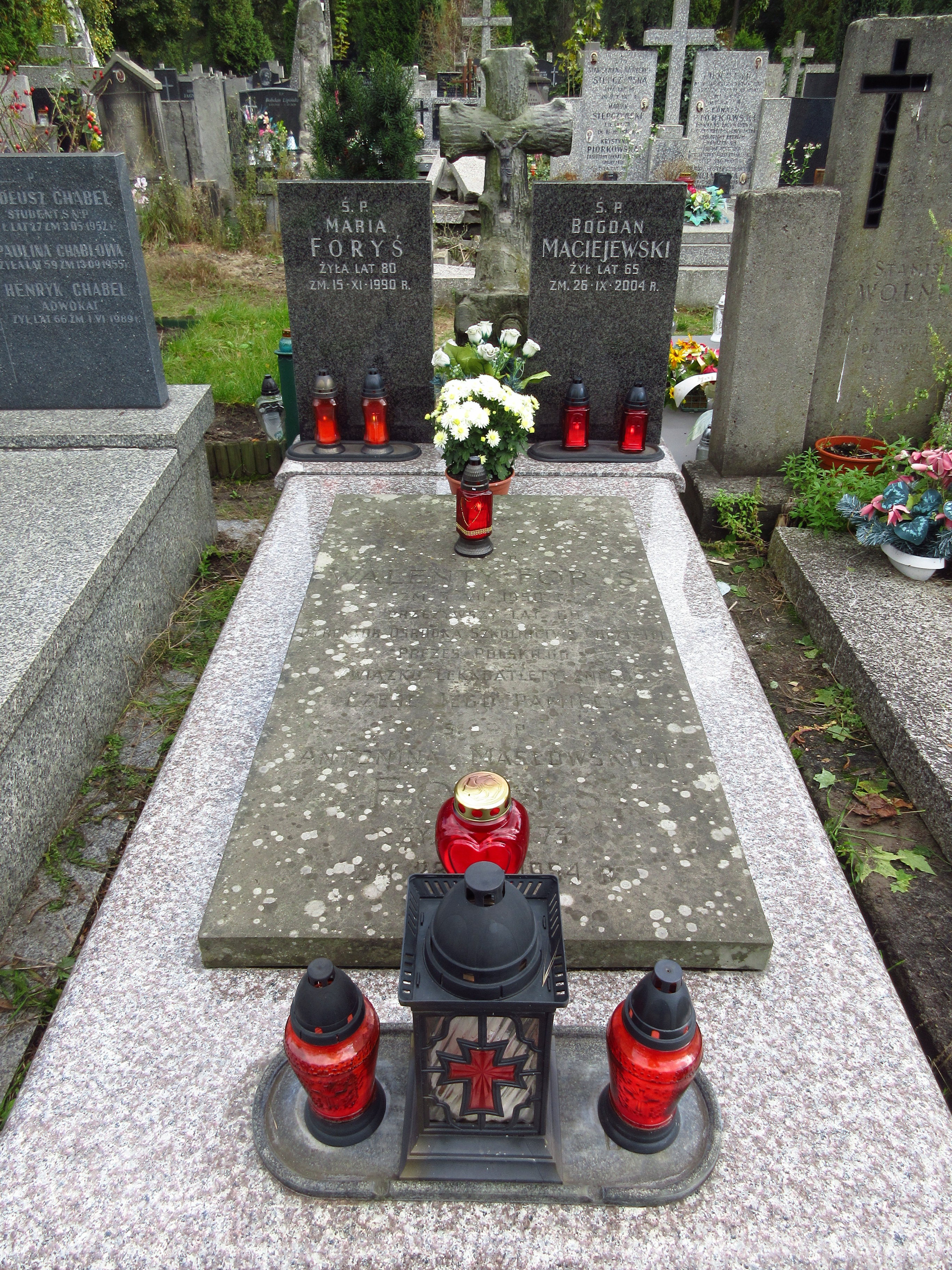
Grób Walentego Forysia na Cmentarzu Bródnowskim.

Zmarł w Warszawie. Pochowany na cmentarzu Bródnowskim (kwatera 76A-VI-29).

## Ordery i odznaczenia
- Krzyż Kawalerski Orderu Odrodzenia Polski (2 maja 1923)[2]
- Złoty Krzyż Zasługi (dwukrotnie: 19 marca 1931[3], 30 kwietnia 1937[4])